# Канюк, Андрей Владимирович
Андрей Владимирович Канюк (укр. Андрій Володимирович Канюк; род. 12 июня 1983, Росильна, Ивано-Франковская область) — украинский футболист, защитник

## Биография
В ДЮФЛ выступал за львовский УФК. В 2001 году попал в «Буковину» из города Черновцы. Но начинал выступать за любительский коллектив «Буковина-2». В основе «Буковины» во Второй лиге дебютировал 30 июля 2001 года в матче против «Сокола» из Золочева (2:1), в этом матче Канюк забил гол на 72 минуте в ворота Юрия Полищука. В «Буковине» провёл 33 матча и забил 1 гол. После выступал за львовские «Галичина-Карпаты» и «Карпаты-2», калушский «Спартак-2», любительский «Сокол» из Бережаны и клуб «Освита» (Бородянка).
В сентябре 2005 года перешёл в луганскую «Зарю». За «Зарю» в Первой лиге дебютировал 10 сентября 2005 года в матче против киевского «Динамо-2» (4:0), Канюк вышел на 71 минуте вместо Александра Малыгина. По итогам сезона 2005/06 «Заря» заняло 1 место в Первой лиге и вышла в Высшую лигу. В Высшей лиге дебютировал 19 августа 2006 года в матче против киевского «Динамо» (1:2). После выступал за иванофранковские «Спартак» и «Прикарпатье» и «Николаев».
Зимой 2009 года перешёл в «Крымтеплицу» из Молодёжного. В команде дебютировал 26 апреля 2009 года в матче против «Прикарпатья» (1:0), Андрей вышел на 46 минуте вместо Арсена Абляметова.

## Достижения
- Победитель Первой лиги Украины: 2005/06